# Villafáfila
Villafáfila è un comune spagnolo di 647 abitanti situato nella comunità autonoma di Castiglia e León.